# We Take Care of Our Own
"We Take Care of Our Own" er en sang skrevet og indspillet af den amerikanske musiker Bruce Springsteen. Det er den første single fra det kommende album, Wrecking Ball. Singlen blev lækket ud på internettet den 18. januar 2012, en dag før den officielle udgivelsesdag på Amazon.com og iTunes. Sangen fik sin live-debut den 12. februar 2012 til det 54 Grammy Award.

## Lyrik og musik
Sangen er en up-tempo rocker, der minder om lyden fra de yngre bands, som Springsteen for nylig har taget under sine vinger som Arcade Fire og The Gaslight Anthem.
Teksterne udtrykker Springsteens frustration, som efter flere års økonomiske hårde tider – folk er blevet mindre villige til at hjælpe hinanden. Sagen begynder:
I've been stumblin' on good hearts turned to stone
The road of good intentions has turned dry as a bone.
Højttaleren spørger, hvor han kan finde barmhjertige hjerter eller arbejde for at sætte sine hænder og sjæl fri og lave referencer til Orkanen Katrina. Men omkvædet skaber en mere optimistisk (eller ironisk, afhængigt af lytterens fortolkning) konstatere, at "Wherever this flag is flown/We take care of our own". NPR's Ann Powers beskriver sangen som "en bitter hymne", og fastslår, at på denne sang, som med "Born in the U.S.A.", "Glory Days" og endda 2007's smukke "Girls in Their Summer Clothes", "Springsteen bringer store følelser og så kræver vi at droppe de vrangforestillinger, der ofte ledsager dem."

## Musikvideo
Springsteen blev spottet i New Jersey den 13. januar 2012, filme, hvad der mentes at være en ny musikvideo. Den 19. januar 2012, udgivelsesdagen, havde musikvideoen også premiere, videoen indeholder forskellige sorte og hvide billeder af Springsteen afbrudt med tekst af sangtekst.
Den 10. februar 2012, havde en anden officiel musikvideo premiere, denne gang hvor Springsteen optræder i forladte bygninger og hustage i en bymæssig sammenhæng. Forskellige billeder af arbejderklassens amerikanere er vist samt sangtekster. Da Springsteen synger ("Wherever this flag is flown/We take care of our own"), forvandler videoen sig fra sort og hvid til farver, klimakset som Springsteen slutter sig til en skare af hverdagens amerikanere gå sammen i dagslys og i fællesskab.